# トゥ・ビー・ヒューマン
「トゥ・ビー・ヒューマン」（"To Be Human"）は、オーストリアの歌手のシーアにイングランドの歌手のラブリンスが参加した楽曲であり、2017年の映画『ワンダーウーマン』のサウンドトラックに収録された。2017年5月25日にウォータータワー・ミュージックよりシングルがデジタル配信された。

## 構成
「トゥ・ビー・ヒューマン」はバラードであり、一部の評論家はガル・ガドット演じるワンダーウーマンとクリス・パイン演じるスティーブ・トレバーの間の映画の中核的な関係が反映されていると指摘している。歌詞ではすべてを乗り越える愛が表現されている。この曲はサウンドトラックで唯一の非インストゥルメンタルである。

## 評価
『ローリング・ストーン』のブルターニュ・スパノスは「シネマティック」なシングルであり、シーアが「圧倒的、壮大な音楽の瞬間を作り出した」と評した。『ビルボード』のウォーレン・トムは「シーアの強力な曲は映画の根底にあるメッセージを反映している」と評し、「彼女の内なるワンダーウーマンが降りてきた」と指摘した。デジタル・スパイのメーガン・デヴィーズは曲を「強力な新しい聖歌」と評した。コンシークエンス・オブ・サウンドのランダル・コルバーンは「膨大なアンテミック・トラックは、熱がこもっており、ガル・ガドットとその共演のクリス・パインの間にある優しい瞬間を強調している」と評した。

## チャート
| チャート (2017)             | 最高 順位 |
| --------------------------- | --------- |
| フランス (SNEP)             | 117       |
| 米国 Anglo (Monitor Latino) | 12        |